# Ongar
Ongar is een civil parish in het bestuurlijke gebied Epping Forest, in het Engelse graafschap Essex. In 2001 telde het dorp 6069 inwoners.